# La Guásima, Concordia
La Guásima är en ort i Mexiko.   Den ligger i kommunen Concordia och delstaten Sinaloa, i den centrala delen av landet, 800 km nordväst om huvudstaden Mexico City. La Guásima ligger 202 meter över havet och antalet invånare är 131.
Terrängen runt La Guásima är kuperad. Runt La Guásima är det glesbefolkat, med 15 invånare per kvadratkilometer. Närmaste större samhälle är Concordia, 10,6 km sydväst om La Guásima. I omgivningarna runt La Guásima växer i huvudsak lövfällande lövskog.